# Бучум (Хунедоара)
Бучум (рум. Bucium) насеље је у Румунији у округу Хунедоара у општини Ораштиоара де Сус. Oпштина се налази на надморској висини од 323 m.

## Становништво
Према подацима из 2002. године у насељу је живело 358 становника.

### Попис2002.
| Расподела становништва по националности 2002.‍ | Расподела становништва по националности 2002.‍ | Расподела становништва по националности 2002.‍ | Расподела становништва по националности 2002.‍ | Расподела становништва по националности 2002.‍ |
| --------------------------------------------- | --------------------------------------------- | --------------------------------------------- | --------------------------------------------- | --------------------------------------------- |
|                                               |                                               |                                               |                                               |                                               |
| Румуни                                        | Румуни                                        |                                               | 352                                           | 98,6%                                         |
| Роми                                          | Роми                                          |                                               | 5                                             | 1,4%                                          |